# Pitangui
Pitangui este un oraș în Minas Gerais (MG), Brazilia.